# Petra Meyer
Petra Meyer (* 12. März 1964) ist eine ehemalige deutsche Fußballspielerin.

## Karriere
Petra Meyer, die hauptberuflich als Briefzustellerin tätig war und bis 1985 für den SSV Vingst 05 spielte, gehörte der SSG 09 Bergisch Gladbach als Mittelfeldspielerin an, mit der sie viermal das Finale um die Deutsche Meisterschaft erreichte. Ihre Premiere am 28. Juni 1986 im heimischen Stadion An der Paffrather Straße wurde jedoch mit der 0:5-Niederlage gegen den FSV Frankfurt getrübt. Doch am 26. Juni 1988 gewann sie mit ihrer Mannschaft im heimischen Stadion An der Paffrather Straße den Titel im Elfmeterschießen; am Ende hieß es 5:4 gegen den KBC Duisburg. Diesen verteidigte sie mit ihrer Mannschaft am 8. Juli 1989 in Montabaur, als der TuS Ahrbach mit 2:0 bezwungen werden konnte. Ihr letztes Finale, am 24. Juni 1990 im Siegener Leimbachstadion ausgetragen, wurde gegen den TSV Siegen mit 0:3 verloren.
Im DFB-Pokal-Wettbewerb kam sie am 3. Mai 1986 im Berliner Olympiastadion bei der 0:2-Finalniederlage gegen den TSV Siegen zum Einsatz. Meyer spielte auch in der 1990 gegründeten Bundesliga noch für Bergisch Gladbach.

## Erfolge
- Deutscher Meister 1988, 1989